# Xã Grover, Quận Franklin, Arkansas
Xã Grover (tiếng Anh: Grover Township) là một xã thuộc quận Franklin, tiểu bang Arkansas, Hoa Kỳ. Năm 2010, dân số của xã này là 270 người.